# Brachycistis
Brachycistis é um gênero de insetos, pertencente a família Tiphiidae

## Espécies
- Brachycistis alcanor
- Brachycistis glabrella